# توقيت فيجي
يُحدد التوقيت فيجي بواسطة (FJT) (ت ع م+12:00) ، كتوقيت قياسي ، و ت ع م+13:00 كتوقيت صيفي، والذي يتم ملاحظته كل يوم أحد في نوفمبر.

## قاعدة بيانات المنطقة الزمنية
تحتوي قاعدة بيانات المنطقة الزمنية الموجودة في علامة التبويب zone.tab على منطقة زمنية واحدة لفيجي ، تسمى "Pacific/Fiji".